# Richard Glücks
Richard Glücks (Odenkirchen, provincia del Rin, 22 de abril de 1889 - Flensburg, 10 de mayo de 1945) fue un oficial alemán de la Schutzstaffel (SS) que alcanzó el rango de general. Desde 1939 hasta el final de la Segunda Guerra Mundial fue jefe de las SS-Totenkopfverbände e Inspector de los Campos de concentración. Cercano al Reichsführer-SS Heinrich Himmler, Glücks fue directamente responsable de las pésimas condiciones a las que se veían sometidos los internados en los Campos de concentración y exterminio, así como los programas de trabajos forzados, los asesinatos en masa y de la implementación de la llamada "Solución Final".

## Biografía

### Primeros años
Glücks vivió en Argentina pocos años antes de la Primera Guerra Mundial. Al iniciarse ésta regresa a Alemania a bodo de un barco de bandera noruega, con una identidad falsa, y se incorpora al Ejército Imperial, donde obtuvo la Cruz de Hierro de (1.ª y 2.ª clase) y la Cruz al Mérito de Guerra (1.ª y 2.ª clase con espadas). Estuvo destacado como Oficial de Artillería en el Frente Occidental durante toda la guerra. Al finalizar esta, fue oficial en una Comisión de Enlace para el Armisticio. Tras la contienda sirvió en la 6.ª División prusiana del Reichswehr, y también se afilió al Freikorps.

### Carrera en las SS
En 1930 se afilió al Partido Nazi, y dos años después ingresó en las Schutzstaffel (SS).
El 1 de abril de 1936 se convirtió en jefe de Estado Mayor de Theodor Eicke, entonces Inspector de los Campos de concentración y jefe de la SS-Wachverbände, primero con el rango de Standartenführer y poco después ascendido a Oberführer. Cuando Eicke se convirtió en comandante de campo de la División SS Totenkopf, que había sido creada a instigación suya, Glücks fue promocionado a Inspector de Campos de Concentración y jefe de la SS-Totenkopfverbände, siendo nombrado por Himmler como sucesor de Eicke, el 18 de noviembre de 1939. Esto le convirtió en comandante de los campos de concentración, por lo que trasladó su residencia al campo de concentración de Oranienburg, entre 1937 y 1945, con su esposa.
El 29 de marzo de 1942 se convirtió en jefe de la Sección "Amtsgruppe D" en la Oficina Central de Administración y Economía (Wirtschafts- and Verwaltungshauptamt, WVHA) de la SS. El 9 de noviembre de 1943 recibió el grado de SS-Gruppenführer (General de división) y el de Teniente General de las Waffen SS.

### El fin
El 16 de abril de 1945, las oficinas de la WVHS en Oranienburg resultaron destruidas por un bombardeo aliado. La sede fue transferida entonces a la ciudad de Born en la Costa Báltica, ese mismo día Glücks y su esposa viajaron en automóvil hacia el campo de concentración de Ravensbruck. El 26 de abril se instalan en Born, pero el 30 de abril ante el avance del Ejército rojo, se mudan hacia Warnemünde.
El 2 de mayo, un convoy de oficiales de la WVHA se moviliza hacia Flensburg al mando de Glücks. Al día siguiente, 3 de mayo, algunos miembros del grupo se movilizaron hacia la Academia Naval Mürwik de Guerra en Flensburgo-Mürwik; Glücks y su esposa no son mencionados en este grupo, lo que ha alimentado teorías sobre su posterior paradero. Durante aquellos días se reunió con Heinrich Himmler. El 10 de mayo de 1945, Glücks se presentó agonizante en el hospital de Murwik usando el nombre de Sonnemann. Se expidió un certificado de muerte a Glücks dando como motivo de fallecimiento el de suicidio por cápsula de cianuro (Vergiftung durch Cyankali) a las 3:00 p. m., dando el lugar de fallecimiento como el Hospital de la Marina Murwik II.

## Glücks en la ficción
Siempre se especuló con el destino de Richard Glücks luego de la guerra. En la novela ficticia El expediente Odessa de Frederick Forsyth, se identifica a Glücks viviendo en Argentina en la década de los sesenta con el nombre de Ricardo Suertes.
Aparece mencionado como Heinrich Gluecks en la novela de Stephen King, Verano de corrupción.

## Rangos y ascensos en las SS
| Rango                  | Fecha                    |
| ---------------------- | ------------------------ |
| SS-Anwärter            | 16 de noviembre de 1932  |
| SS-Mann                | 25 de marzo de 1933      |
| SS-Scharführer         | 10 de junio de 1933      |
| SS-Untersturmführer    | 25 de octubre de 1933    |
| SS-Obersturmführer     | 7 de febrero de 1934     |
| SS-Hauptsturmführer    | 28 de febrero de 1934    |
| SS-Sturmbannführer     | 28 de mayo de 1934       |
| SS-Obersturmbannführer | 14 de noviembre de 1934  |
| SS-Standartenführer    | 13 de septiembre de 1936 |
| SS-Oberführer          | 12 de septiembre de 1937 |
| SS-Brigadeführer       | 20 de abril de 1941      |
| SS-Gruppenführer       | 9 de noviembre de 1943   |